# Frazer Hines
Frazer Hines (Horsforth, 22 de septiembre de 1944) es un actor británico, más conocido por sus papeles de Jamie McCrimmon en la longeva serie de la BBC, Doctor Who y Joe Sugden en Emmerdale. 

## Carrera como actor
Hines nació en Horsforth, en la actual Yorkshire, Inglaterra. Asistió a la Corona Theatre School siendo joven. Desde los 10 años, apareció en numerosas películas en papeles menores. En 1957 interpretó a un niño llamado Napoleón, en una adaptación televisiva en seis episodios de la novela de 1922 de John Buchan Huntingtower. Desde entonces, y a lo largo de los sesenta, hizo una serie de papeles en varias series de televisión, como Jan en The Silver Sword (1957-58), Tim Birch en Emergency Ward 10 (1963-64) y Roger Wain en Coronation Street (1965). Con una carrera establecida en televisión, Hines apareció menos frecuentemente en el cine.

### Doctor Who
El debut de Hines en Doctor Who llegó en 1966, después de que fuera elegido para interpretar el papel de Jamie McCrimmon, acompañante del Segundo Doctor (interpretado por Patrick Troughton). Hines se mantuvo en el papel desde 1966 hasta 1969, y repitió el papel en el especial del 20 aniversario The Five Doctors (1983), y por última vez en The Two Doctors (1985).
En total, Hines apareció en 117 episodios de Doctor Who, más que ningún otro acompañante en la historia de la serie. Los únicos actores que aparecieron en más episodios que él son los que interpretaron a los cuatro primeros Doctores (William Hartnell, Patrick Troughton, Jon Pertwee y Tom Baker). La mayoría de los episodios perdidos de Doctor Who son producciones en las que aparecía Hines.
En 1968, en su tercer año en la serie, Hines sacó un disco titulado Who's Doctor Who?, en el que colaboraron en la música y la letra compositores renombrados como Barry Mason y Les Reed. Sin embargo el disco fue un fracaso de ventas. Hines después lo llamó el único fracaso de Mason y Reed.
Frazer Hines y sus compañeros de reparto Patrick Troughton y Wendy Padbury decidieron colectivamente que el trabajo en Doctor Who les estaba agotando, y que deseaban abandonar la serie. Frazer fue el primero que anunció abiertamente su intención de marcharse. Troughton le pidió que se quedara unos meses más, hasta el final de la sexta temporada, ya que él mismo también planeaba dejar el papel. Los tres actores se quedaron en el programa hasta la conclusión del último serial, The War Games (1969). En un documental sobre Patrick Troughton, Hines dijo que todos se fueron con una sonrisa en los labios, pensando que su trabajo estaba hecho, y que era un buen trabajo. Frazer también dijo que aún después de terminar la serie, se mantuvo el contacto con Troughton.

### Emmerdale
Tras sus tres años como Jamie en Doctor Who, Hines reanudó su vida de actor por encargos hasta 1972, cuando fue elegido para la telenovela Emmerdale Farm como Joe Sugden, un papel que interpretó hasta 1994. Mientras hacía episodios de Emmerdale, el título que le pusieron en 1989, tuvo una carrera continuada en teatro e hizo apariciones ocasionales en otros programas de televisión.

## Otros trabajos
Hasta 2007, Hines era el único actor con vida acompañante del Segundo Doctor que nunca había aparecido en audioteatros de Big Finish Productions (los otros habían interpretado papeles diferentes a los que hicieron en televisión). En noviembre de 2007, hizo el papel de Jamie en Helicon Prime, la segunda entrega de la segunda temporada de Big Finish's Companion Chronicles. Hines también grabó narración para muchos seriales del Segundo Doctor que se habían perdido. Los audios con la narración de Hines se publicaron en CD por parte de BBC Audio. También apareció en una audiotrilogía con el Sexto Doctor (Colin Baker) como un Jamie mayor (aunque se reveló al final de la trilogía que este Jamie era un duplicado y no el original).
Hines también apareció en el video benéfico de Peter Kay para Comic Relief, como uno de los muchos invitados bailando con Brian Potter y Andy Pipkin la canción I'm Gonna Be (500 Miles) de The Proclaimers.

## Vida personal
Hines salió en una época con Liza Goddard. Se casó dos veces, primero con la actriz irlandesa Gemma Craven de 1981 a 1984, y después con la campeona de esquí acuático Liz Hobbs (con quién vivió en Coddington, Nottinghamshire de 1994 a 2003.
Publicó su autobiografía en 1996, con el título Films, Farms and Fillies, primero en edición de bolsillo, y 13 años más tarde, en diciembre de 2009, en tapa dura con el título Hines Sight. En julio de 2010, Hines reveló que había sufrido cáncer colorrectal durante once años, diciendo que mantuvo en secreto su enfermedad por miedo de que no le dieran trabajo. Desde su recuperación, Hines se ha convertido en un promotor abierto contra el cáncer a través de Cancer Research UK y la Fundación de Bobby Moore contra el cáncer. Después, Hines haría una gira por el norte de Inglaterra haciendo monólogos sobre su carrera.